# Leptocytheridea
Leptocytheridea is een geslacht van uitgestorven kreeftachtigen uit de klasse van de Ostracoda (mosselkreeftjes).

## Soort
- Leptocytheridea naltonensis (Stephenson, 1938) Bold, 1963 †